# Viză

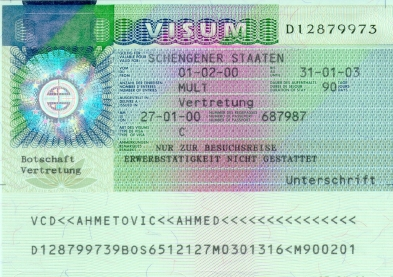
O viză de intrare în spațiul Schengen

Viza (din latinescul carta visa, lit. „document văzut”) este un document eliberat de un stat unui individ, prin care acel stat îi permite individului accesul pe teritoriul său și șederea pe o anumită perioadă, în anumite scopuri. Majoritatea statelor solicită cetățenilor străini posesiunea unei vize pentru a intra pe teritoriul lor, deși există câteva programe de scutire a vizelor. De obicei, vizele sunt aplicate pe pașaportul beneficiarului.
Sistemul de acordare a vizelor între două țări funcționează în general pe bază de reciprocitate; dacă cetățenii unui stat A au nevoie de viză pentru a intra în statul B, analog, cețățenii statului B vor avea nevoie de viză pentru a intra în primul stat.
Toți cetățenii Uniunii Europene (UE) și țărilor membre Asociația Europeană a Liberului Schimb (AELS) pot călători și rămâne în toate celelalte țări UE și AELS fără viză.

## Etimologie
Cuvântul românesc viză este împrumutat din franceză visa. Acesta, la rândul său, este un împrumut din limba latină: visa, „lucruri văzute”, plural neutru al participiului trecut al verbului video, videre, „a vedea”.

## Viză de intrare
Viza de intrare este o autorizație care permite beneficiarului să intre în țara/țările pentru care aceasta are aplicabilitate. Acest document este o formalitate care permite guvernelor să controleze tranzitul de străini și este de două tipuri:
- viză pentru pașaport, care permite accesul într-o țară pentru o vizită de durată limitată
- viză pentru imigranți, care reprezintă un permis de ședere permanentă într-o anumită țară; acest tip de vize necesită indeplinirea mai multor cerințe și sunt mult mai greu de obținut

## Viză de ieșire
Viza de ieșire este un document solicitat de unele state cetățenilor lor, atunci când aceștia călătoresc peste hotare. Aceste vize sunt impuse de autoritățile țărilor în care condițiile politice, sociale și/sau economice sunt defavorabile, pentru a controla emigrația populației naționale. În istorie, au apărut astfel de cazuri în Italia fascistă (1922-1943) și Germania nazistă (1933-1945), în România comunistă, dar există și în prezent țări care practică regimul de vize de ieșire, precum Cuba și China.

## Rolul vizei
Viza este, pentru țările care au instaurat-o, un mijloc de control al imigrației. Într-adevăr, autoritățile competente pot refuza o viză de intrare unui cetațean străin care li se pare că prezintă un risc de imigrație neconformă sau o amenințare pentru securitatea țării.
Se întâmplă ca o țară să impună viză cetățenilor unei alte țări prin reciprocitate. Astfel, Franța impune viza de intrare jurnaliștilor din Statele Unite ale Americii care doresc să stea în Franța pentru activități profesionale întrucât și jurnaliștii francezi sunt supuși unei vize de intrare în Statele Unite ale Americii.